# Catalunya Ràdio
Catalunya Ràdio är både namnet på den spanska regionen Kataloniens allmänna radiostation (tidigare eget bolag) och på en av stationens radiokanaler. Catalunya Ràdio är del av det katalanska etermediebolaget CCMA. Radiokanalen Catalunya Ràdio startade sin verksamhet 1983, och sedan dess har man kompletterats med flera systerkanaler.
Catalunya Ràdio är 2016 den näst största radiokanalen i Katalonien, med 643 000 dagliga lyssnare. Större är endast privatägda RAC 1, som samtidigt har 823 000 dagliga lyssnare.

## Historik

### Förhistoria
Radiosändningar på katalanska etablerades 1924 av Ràdio Barcelona. Under Francos regim var katalanska satt på undantag i kanalen, och senare kom kanalen att marginaliseras. Den slogs till slut samman med det spanska privata nätverket Cadena SER (störst i Spanien men tredje störst i Katalonien).

### Utveckling
20 juni 1983 inleddes sändningarna från Catalunya Ràdio, vilket fick sitt namn under våren samma år. Verksamheten hade då byggts upp sedan hösten föregående år, som del av den autonoma regionen Kataloniens satsning på att etablera radio- och TV-sändningar på katalanska; hösten 1983 skulle även TV3 inleda sändningar. Catalunya Ràdio inledde regelbundna, tablålagda sändningar under oktober samma år.
Catalunya Ràdio från 1989 kom att bli den ledande radiokanalen i regionen, och successivt kompletterades den med systerkanalerna Catalunya Música (1987), Catalunya Informació (1992) och Catalunya Cultura. Positionen som största radiobolag i Katalonien har dock sedan 2009 övertagits av privatägda RAC 1.

### Gemensamt mediebolag
Under 2014 och 2015 genomfördes en integration av de olika regionägda TV- och radiobolagen till ett gemensamt bolag. Därefter fungerar produktionen av TV och radio som separata avdelningar inom CCMA, det regionala etermediebolaget.

## Sändningar

### Kanaler
Inom CCMA:s radioverksamhet sker radiosändningar via (minst) fyra olika kanaler. Dessa är (2016):
- Catalunya Ràdio – allmän kanal med blandat innehåll, grundad 1983.
- Catalunya Música – sänder klassisk musik, grundad 1987.
- Catalunya Informació – ren nyhetskanal, grundad 1992 (då den första i sitt slag i Spanien).
- iCat.cat – grundades 2006 (med rötter i den tidigare Catalunya Cultura) och sänder över Internet. Främst sänder man ut musik. Sedan 2013 hanteras både poddradio- och direktsändningar, liksom video- och textmaterial och sociala medier. Man sköter direktsändningar via följande fem webbradiokanaler:
  - iCatTrònica – elektronmusik.
  - iCatJazz – jazz.
  - totCat – nutida katalansk musik.
  - iCatRumba – katalansk rumba och liknande musikgenrer (sedan 2013).
  - iCatMón – världsmusik, född genom en sammanslagning av de separata kanalerna MusiCatles och Mediterràdio.

### Programutbud i huvudkanalen
I huvudkanalen Catalunya Ràdio märks bland annat morgonsändningarna i utbudet. Dessa (under titeln El matí de Catalunya Ràdio) leds sedan 2013 av Mònica Terribas, som tidigare bland annat varit chef för TV3.
Helgprogrammet El Suplement är (våren 2016) det mest lyssnade i sin nisch. Närmaste konkurrent är Via lliure på RAC 1. För senare lördags- och söndagsblock är dock RAC 1 kanalen med flest lyssnare.